# Jean-Paul Michel
Pour les articles homonymes, voir Jean-Paul Michel (architecte) et Michel.
Jean-Paul Michel, aussi connu sous le pseudonyme Jean-Michel Michelena, né en Corrèze le 14 décembre 1948, à La Roche-Canillac, est un poète, un critique littéraire et un éditeur français.

## Parcours
Après des études de philosophie à Bordeaux (agrégation en 1973), il publie C'est une grave erreur que d'avoir des ancêtres forbans (1975). Ce premier livre est remarqué par Roland Barthes et Michel Foucault.
En 1966, il rencontre Jehan Mayoux, puis André Breton à Saint-Cirq-Lapopie.
Après l’impression d’un premier livre, Le Roi de Mohammed Khaïr-Eddine en 1966, il fonde les éditions William Blake & Co en 1976, à Bordeaux, dont il assure la direction littéraire depuis lors.
De 1982 à 1986, il assure la publication posthume de trois volumes d'Écrits sur l'art et pensées détachées de Jean-Marie Pontévia,.
À partir de 1997, ses poèmes et ses Écrits sur la poésie ont été rassemblés en quatre volumes aux éditions Flammarion dans la collection dirigée par Yves di Manno.
De 1995 à 2010, il collabore à La Nouvelle Revue française. 
En 2000, Jean-Paul Michel rencontre Yves Bonnefoy, dont William Blake and Co publiera une dizaine de titres, et avec qui il gardera des relations de travail et d'amitié continues jusqu'à la fin de sa vie.
En 2016, Michael Bishop et Matthieu Gosztola lui consacrent un colloque à Cerisy, puis publient les actes aux éditions Classiques Garnier en 2018.

## Publications

### Poésie
- C'est une grave erreur que d'avoir des ancêtres forbans, Architypographies, 1975
- Du dépeçage comme de l'un des Beaux-Arts, William Blake and Co, 1976
- Le Fils apprête, à la mort, son chant, William Blake and Co, 1981
- Dans la gloire d'être, ici, tenu, par le mal, droit, calligraphies de Frank Lalou, William Blake and Co, 1991
- Meditatio italica, bilingue, texte italien par Anna-Maria Sanfelice, Naples, Liguori, 1992
- Le plus réel est ce hasard, et ce feu, Cérémonies et Sacrifices, Poèmes 1976-1996, Flammarion, 1997
- Beau front pour une vilaine âme, William Blake and Co, 1998
- Nos ennemis dessinent notre visage, Le Monde, cahier « Poésies vivantes d'aujourd'hui », août 1998
- Les signes sont l'être de l'être, calligraphies de Frank Lalou, William Blake and Co, 2000
- Défends-toi, Beauté Violente !, Intimations et expériences, Poèmes 1985-2000, Flammarion, 2001
- Le Rêve d'un livre peint, avec Eugenio Lopez, La casa dipinta, William Blake and Co, 2002
- Poursuivre avec Mallarmé (Un Salut), William Blake and Co, 2006
- Le plus réel est ce hasard, et ce feu, Cérémonies et Sacrifices, Poèmes 1976-1996, nouvelle édition revue et corrigée, Flammarion, 2006
- Notre inaptitude à connaître est énorme, avec Thierry Le Saëc, La Canopée, Languidic, 2008
- Je ne voudrais rien qui mente, dans un livre, suivi de Défends-toi, Beauté violente !, nouvelle édition, Flammarion, 2010
- Unsere Feinde zeichnen unsere Gesichter (Geständnisse & Sühnen) / Nos ennemis dessinent notre visage (Aveux et expiations), bilingue, texte allemand de Rüdiger Fischer, Im Wald/William Blake and Co, 2010
- Écrits sur la poésie 1981-2012, Flammarion, 2013
- When One Comes from a World of Ideas, Vast is the Surprise…, édition bilingue, quarante poèmes choisis, traduits et présentés par Michael Bishop, Halifax, VVV Editions, 2013
- ¡Defiéndete, Belleza violenta!, édition bilingue, trad. de Antonio Alarcón, Madrid, Amargord Ediciones, coll. « Transatlántica », 2016
- Défends-toi, beauté violente ! précédé de Le plus réel est ce hasard, et ce feu, édition nouvelle, préface de Richard Blin, Gallimard, coll. « Poésie », 2019  (ISBN 978-2-07-282218-6)
- Un cri, chose et signe. William Blake and Co. Edit. 2021
- "Autant de voies espérées possibles d'une sortie de la stupeur." William Blake and Co. Edit., 2023
- Le "là" de l'être-là et la "présence à soi" du "poème-comme-poème", Le Pauvre Songe, 2023
- Injonctions et censures intimes des Morts,  Le Pauvre Songe, 2023

### Carnets
- La politique mise à nu par ses célibataires même, L'échiquier Marcel Duchamp, 1977, rééd. Ludd, Paris, 1996
- Difficile conquête du calme, Joseph K., 1996
- Ô l'irréalité de chacun, dans l'irréalité générale !, Le loup dans la véranda, 1999
- Le réel surgit selon ses qualités réelles — d'obstacle, Le loup dans la véranda, 1999
- Dans la surprise de voir, avec Alexandre Hollan, William Blake and Co, 2004
- La Vérité jusqu'à la faute, Nrf, mai 1995 ; Paris, Verticales, 2007
- Nous étions voués à souffrir de se savoir ainsi, Carnets de Pertanera, La Cabane, 2008
- Placer « l'être en face de lui-même », Carnets de Sicile, avec Farhad Ostovani, William Blake and Co, 2009
- Placing being before itself / Placer « l'être en face de lui-même » (Carnets de Sicile, été 1994), bilingue, texte anglais par Michael Bishop, VVV Editions, 2009
- Stupeur et joie de devoirs nouveaux / Stupour and joy of new duties, bilingue, texte anglais par Michael Bishop, Halifax, VVV Editions, 2009
- Un à-pic, comme l’existence, William Blake and Co, 2013
- Un acantilado, como la existencia, trad. de Juan Soros, Madrid, Libros de la resistencia, 2013
- "Un feu de ces feux - ne savoir" suivi de "La vraie justice, c'est le poème qui la rend", Pages de carnets (Bologne, 1995 – Monemvasia, 1996), bilingue, poèmes et proses traduits par Michael Bishop, Éditions VVV éditions, 2023

### Publications en ligne
- "Leggo Hölderlin come si ricevono colpi", et autres poèmes traduits, traduzione di Fael Marescotti / Marco Ercolani Scritture, https : ercolani.artblog. 2022/10/22
- "Leggo Hölderlin come si ricevono colpi", et autres poèmes traduits, traduzione di Fael Marescotti, Cahiers Poïesis, cahierspoïesis.com/?s=Jean-Paul Michel 2023/4 mai

### Éditions commémoratives de William Blake and Co
- Nous avons voué notre vie à des signes, 1976-1996[9], textes de Paolo Uccello, Andrea Mantegna, Étienne de La Boétie et al., trad. de l'espagnol, du latin, de l'allemand ou de l'anglais par Joseph de Courbeville, Alexandre Koyré, Jean-Pierre Lefebvre et al., Bordeaux, William Blake and Co, 1996  (ISBN 2-84103-055-5)
- Le devoir de maintenir le livre s'impose dans l'intégrité, 1996-2016, interventions, traductions, entretien, saluts, poèmes, Paul Audi, Mathieu Bénézet, Pierre Bergounioux et al. ; documents, correspondances, envois, Société des Amis de messire Estienne de la Boétie, Alain Borer, Yves di Manno et al. ; photographie Mathilde Bonnefoy, William Blake and Co, 2016  (ISBN 978-2-84103-214-3)

### Autres éditions
- Bergounioux[10], Cahier de L'Herne no 127, sous la direction de Jean-Paul Michel, L'Herne, 2019